# Istituto statale di Mosca per le relazioni internazionali
L'Università statale di Mosca per le relazioni internazionali (MGIMO, in russo Московский государственный институт международных отношений МИД Российской Федерации, МГИМО?, Moskovskij gosudarstvennyj institut meždunarodnych otnošenij MID Rossijskoj Federacii) è un'università russa sotto l'egida del Ministero russo degli affari esteri.
Il campus universitario principale si trova a Mosca, nel quartiere Prospekt Vernadskogo. Sono altresì presenti un campus nella città di Odincovo, nell'oblast' di Mosca, e una filiale uzbeka a Tashkent, oltre a un centro di studi giuridici a Ginevra, in Svizzera.
In virtù dei criteri d'accesso assai selettivi, e per il fatto di essere alma mater di una consistente parte del corpo diplomatico e dell'élite politico-economica nazionale, è stata soprannominata la "Harvard russa" dall'ex Consigliere per la sicurezza nazionale statunitense Henry Kissinger. Nel 2010, è inoltre entrata nel Guinness dei primati per l'insegnamento accademico del maggior numero di lingue straniere (53).

## Storia
Precedentemente ricompresa nella struttura dell'Università statale di Mosca, l'istituto acquisì autonomia il 14 ottobre 1944 mediante un decreto speciale del governo sovietico. All'inizio degli anni '50, l'università disponeva di tre facoltà: la Scuola di storia e relazioni internazionali; la Scuola di diritto internazionale; e la Scuola di relazioni economiche internazionali. Nel 1954 la MGIMO inglobò l'Istituto moscovita di studi orientali, mentre nel 1958 venne aggiunta una facoltà dedicata al commercio estero. Alla fine del decennio successivo, nel 1969, si inaugurarono inoltre la facoltà di giornalismo e quella di giurisprudenza, cui con il passare dei decenni ha fatto seguito l'introduzione di numerosi altri corsi di studio in ambito economico-finanziario e politico-giuridico.

## La MGIMO oggi

### Scuole
- Commercio internazionale e Business administration
- Diritto internazionale
- Economia applicata e Commercio
- Economia finanziaria
- Formazione preparatoria
- Giornalismo internazionale
- Gestione e Politica
- Governo e Affari internazionali
- Linguistica e Comunicazione interculturale
- Relazioni economiche internazionali
- Relazioni internazionali

### Istituti
- Istituto internazionale di politica energetica e diplomazia
- Istituto di studi europei
- Scuola di governance e affari globali